# Catia La Mar
Catia La Mar est une ville de l'État de La Guaira, au Venezuela. Elle est bordée à l'ouest par Maiquetia. Catia la Mar est à environ 10 minutes de l'aéroport international Maiquetía - Simón Bolívar (principal aéroport du Venezuela).

## Personnalités liées
- Eneida Laya (née en 1974) : femme politique, ministre du Commerce national ;
- William Serantes (né en 1964) : homme politique, ministre du Développement minier écologique.